# 二月騷動
二月騒動（にがつそうどう），是在鎌倉時代中期的文永九年(西元1272年)，因蒙古襲來而發生在執權北條氏一門的内鬨。
鎌倉幕府的第八代職權北条時宗以北條氏名越流的北條教時及第六代征夷大將軍宗尊親王謀反為名，打倒任職六波羅探題南方的異母兄北條時輔，最終令時宗掃清反對勢力，强化得宗家的權力。